# Avida (película)
Avida es una película francesa de 2006 realizada por Gustave de Kervern y Benoît Delépine. Fue estrenada en mayo de 2006 en el Festival de Cannes.

## Sinopsis
En un mundo donde la gente lleva a cabo formas extrañas de abuso a los animales -escenarios con corridas de rinocerontes enanos, restaurantes zoológicos donde el público puede cenar los animales- y donde los ricos se encierran en sus mansiones con pit bulls entrenados para defenderlos. En medio de esa locura, un adiestrador de animales (Gustave Kervern), que no puede ni hablar ni oír, se junta con un par de viciosos guardianes de zoológico (Benoit Delepine y Eric Martin) que disfrutan disparando dardos de ketamina y matando animales por diversión. Los guardianes involucran a su nuevo amigo en un plan para secuestrar el perro de una mujer muy rica y muy entrada en carnes, Avida (Velvet d'Amour). Sin embargo, los tres hombres demuestran ser unos criminales muy ineptos, y una vez que son descubiertos, Avida los obliga a ayudarla en un plan para tomar su propia vida.

## Reparto
- Gustave de Kervern - El sordomudo
- Benoît Delépine - L'homme à la tête de scotch
- Eric Martin - El segundo guardián drogado
- Velvet d'Amour - Avida
- Jean-Claude Carrière - El rico paranoico
- Claude Chabrol - Le zoophile débonnaire
- Fernando Arrabal - El picador suicida
- Mathieu Kassovitz - Le producteur chanceux
- Bouli Lanners - El coleccionista de animales
- Rokia Traoré - La chanteuse bienveillante
- Philippe Vuillemin - El taxidermista incomprendido
- Claude Lelouch